# Prova de Weber

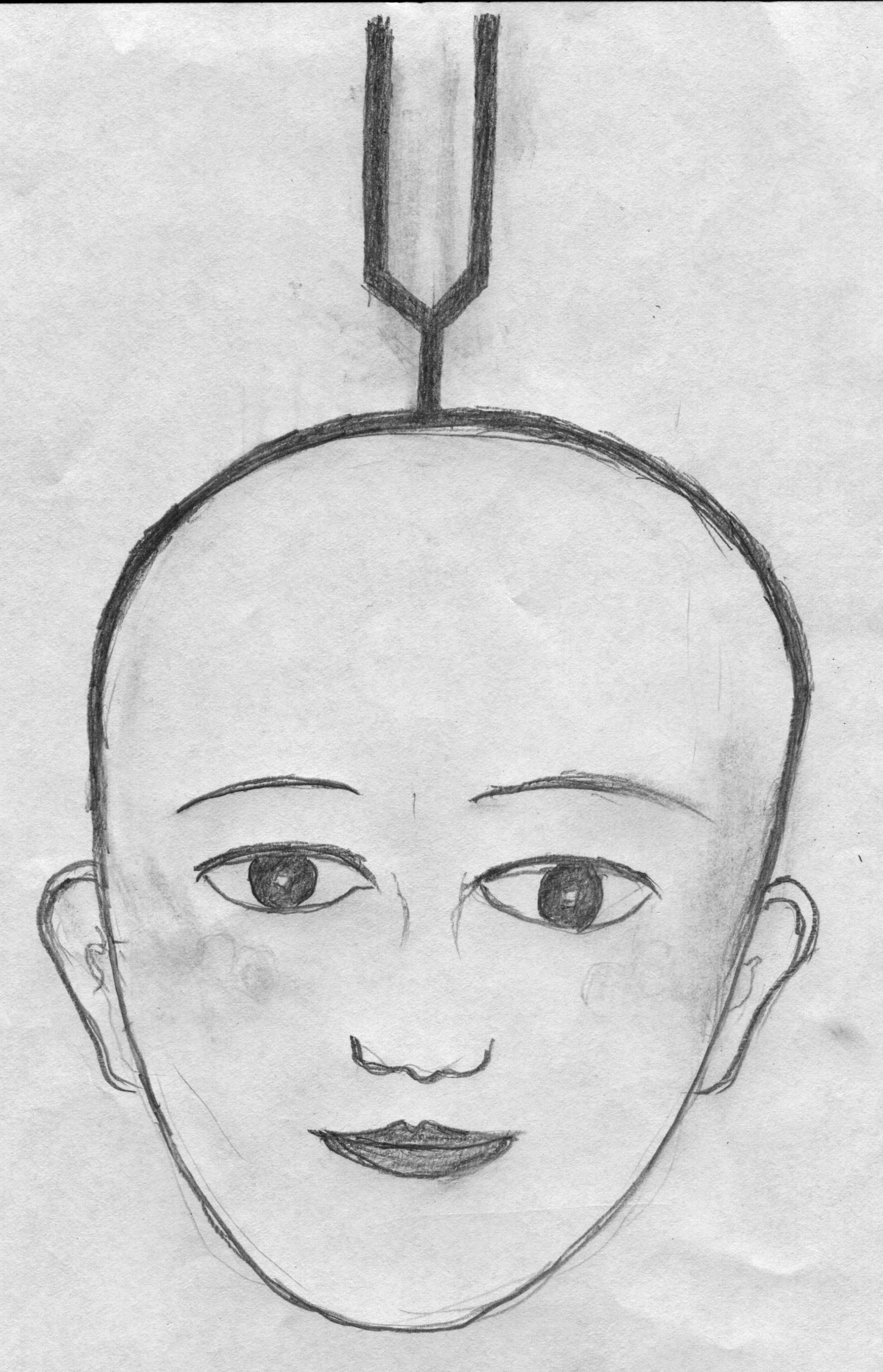
Col·locació del diapasó en la línia determinada pel pla medià.

La prova de Weber és una prova de detecció ràpida de l'audició. Permet detectar la pèrdua d'audició conductiva unilateral (que depèn de l'orella mitjana) i la pèrdua auditiva neurosensorial unilateral (que depèn de l'orella interna).

## Realització de la prova
La prova de Weber i la prova de Rinne es realitzen habitualment de forma conjunta per així determinar la ubicació i la naturalesa de les pèrdues d'audició. En la prova de Weber un diapasó (el de 256 Hz és utilitzat per a la prova de vibració Weber; el de 512 Hz és utilitzat per a la prova d'audició Rinne) es col·loca al centre del front, per sobre del llavi superior, per sota el nas (sobre les dents), o a la part superior del cap a una mateixa distància de les orelles del pacient, sempre en un lloc on la pell sigui prima i a tocar l'os. Es demana al pacient digui en quina orella escolta el so del diapasó més fort. En una prova de Weber normal el pacient diu que el sent igual en ambdues orelles.

## Valoració dels resultats de les proves conjuntes de Rinne i de Weber
|                            | Weber sense lateralització             | Weber lateralitza esquerre                                       | Weber lateralitza dret                                            |
| -------------------------- | -------------------------------------- | ---------------------------------------------------------------- | ----------------------------------------------------------------- |
| Rinne dues orelles CA > CO | Normal/pèrdua neurosensorial bilateral | Pèrdua neurosensorial en la dreta                                | Pèrdua neurosensorial en l'esquerra                               |
| Rinne esquerre CO > CA     |                                        | Pèrdua conductiva en l'esquerra                                  | Pèrdua combinat: pèrdua conductiva i neurosensorial en l'esquerra |
| Rinne dret CO > CA         |                                        | Pèrdua combinada: pèrdua conductiva i neurosensorial en la dreta | Pèrdua conductiva en la dreta                                     |
| Rinne dues orelles CO > CA | Pèrdua conductiva en les dues orelles  | La pèrdua combinada en la dreta i conductiva en l'esquerra       | La pèrdua combinada en l'esquerra i conductiva en la dreta        |

Abreviatures: CA=conducció aèria, CO=conducció òssia